# Афшари
Афша́ри (турецька: Afşar) — тюркюмовний огузький народ. Розмовляють афшарською мовою. Релігія — іслам (шиїти).

Правитель Ірану Надир-шах, найбільш відомий представник племені афшарів

Афшари переселились із Середньої Азії у Передню Азію в XIII–XIV століттях разом із каджарами під час монгольських завоювань. Вони оселились в Азербайджані при Тимурі та Міраншахі.
На сьогодні вони проживають у північному Ірані, у Туреччині та Афганістані. У 1960-х роках чисельність афшарів перевищувала 350 тисяч осіб.
Афшари ведуть напівосілий спосіб життя, а ті, що живуть на південь від Кермана, займаються скотарством та землеробством. Відповідно до саги про Огуз-Кагана, Афшари є одним із 24 племен огузів і шостим із двадцяти двох розділів огузів у Дивану Лугат-іт-Турк відповідно до Махмуда з Гашгара. Ця висота походить від гілки (правої руки) Боз Огузів, нащадка Афшара, старшого з чотирьох синів Улдуз-хана, сина Огуз-кагана.

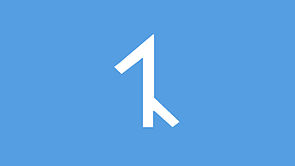
Прапор Афшарів

Афшари жили в Середній Азії, в районі Сирдар'ї, який в билинах Дада Горгуд називається Огузелі. Вони прийшли до Анатолії шляхом масової міграції через Хузестан, Хорасан, а деякі через Ірак і Сирію. Афшари створили державу, як і інші нащадки Огузів, Кіників і Сурушів, і виховали великих правителів і династії. 
Після поділу та ослаблення Великої Сельджукської Держави афшари заснували князівства в першій половині ХІІ ст., дещо незалежні й частково пов’язані з іракськими сельджуками.
Князівство Караманогуллари походить від Караманли Авшарської шийки, князівство Герміяногуллари – від Герміянлі, князівство Козаноглу, князівство Саруханогуллари — від гілки Саруханлі. Вважається, що князівство Айдиногулларі є афшарським, оскільки це князівство, яке пізніше відокремилося від князівства Герміяногуллари.
Афшари, які відігравали важливу роль в історії Ірану та Османської імперії, мігрували до Анатолії в 12 столітті.
Підраховано, що в період Сефевідів деякі афшарські різьблення в Персії та Хузістані потрапили в Азербайджан, особливо в Урмію. Афшари — одне із семи тюркських племен, які заснували державу Сефевідів. Надір Шах мав дуже важливу участь в історії Азербайджану у зв'язку з різьбленням афшарів у Хорасані.
Династія Афшарів зникла в стані хаосу після вбивства Надір-шаха.
Багато місць в історичній географії турків називають Афшар. До наших днів воно дійшло як популярне прізвище. Афшари також живуть на Балканах.
У Туреччині Кайсері, Адана, Кахраманмарас, Конья, Анкара, Хатай, Газіантеп, Сівас, Малатья, Баликесир, Айдін, Іспарта, Маніса та ін. афшари живуть. Щороку в Кайсері організовуються фестивалі Дадалоглу (Афшар). Проводиться з'їзд афшарів.

## Географічні назви, пов'язані зі словом Афшар
У Ведійській області Вірменії є два етнотопоніми за авшарським походженням: Перший населений пункт — село Авшар / Кал Балаван /, розташоване за 7 км на південний схід від районного центру, на автодорозі Єреван-Нахчіван. Під час примусового переселення азербайджанців з Вірменії наприкінці 1940-х років азербайджанське населення села прийшло до Азербайджану. Другий населений пункт називається Овшар (Дузюрд Овшар, Суренаван, Спандарян) і розташований за 15 км на південний схід від районного центру. У 1918 році село було знищено дашнаками, а населення вигнано. Відтоді азербайджанці в цьому селі не проживали. Зараз це вірменське поселення.  У Вірменії також було село Афшар Калаван. Це село було розташоване в 1728 році в Карнійському повіті Іреванської губернії.
Авшар // етнотопонім овшар має паралелі в різних областях. Авшарський варіант цього топоніма існує також в Агджабадінському районі Азербайджану. На думку дослідників Байрама Ахмедова, цей топонім пов’язаний з окупацією племені, що проживало на цій території. Автор зазначає, що це плем’я займалося вівчарством. Б.Ахмедов вважає, що авшар // овшар означає метод доїння овець. 
Є ті, хто стверджує, що в основі топонімів Овшар і Авшар лежить слово «полювання», а топонім означає «любитель полювання». Дослідники зазначають, що в основі топоніма «Абшерон» лежить етнонім афшар. На території Південного Азербайджану також зафіксовані етнопоніми афшар і афшарджик, складені від імені племені афшар // Овшар.

## Інтернет-ресурси
- The Afshar of Anatolia – aus: Impressions of Turkey during twelve years' wanderings von William Mitchell Ramsay, G.P. Putnam's sons, 1897 [Архівовано 12 вересня 2017 у Wayback Machine.] (engl.)
- Artikel Afsharids (zur Dynastie der Afshariden), Encyclopaedia Iranica [Архівовано 8 грудня 2010 у Wayback Machine.] (engl.)
- Edi Kistler: Les Afshars. In: torba Report 2/97 [Архівовано 3 березня 2016 у Wayback Machine.] (frz.; PDF; 450 kB)